# Gonimbrasia alcestris
Gonimbrasia alcestris is een vlinder uit de familie nachtpauwogen (Saturniidae), onderfamilie Saturniinae.
De wetenschappelijke naam van de soort is, als Nudaurelia alcestris, voor het eerst geldig gepubliceerd door Weymer in 1907.